# Tubarões Voadores
Tubarões Voadores foi o segundo álbum do compositor brasileiro Arrigo Barnabé. O álbum foi inspirado em uma história em quadrinhos criada por Luiz Gê, quem Arrigo havia conhecido na USP na década de 1970. Gê também fez a arte da capa de Clara Crocodilo, o álbum de estreia de Arrigo que antecedeu a Tubarões Voadores. O disco tem dez temas bastante experimentais em aspectos musicais, dando o clima exato à história criada por Gê, com passagens de morte, suicídio, violência e críticas à classe média da época. O álbum teve formação instrumental bastante extensa, com naipes de metais, cordas e coros.

## Antecedentes
Em 1984, após o reconhecimento e o relativo sucesso de Clara Crocodilo, Arrigo assinou contrato com gravadora Ariola que deu permissão para produção de um novo disco, que inicialmente se chamaria "Crotalus Terrificus", cuja arte foi encomendada ao amigo Luiz Gê. Luiz recebeu a visita de um amigo em sua casa, onde este, ao observar um pôster dos Tigres Voadores (esquadrilha aérea composta por aviadores americanos, cuja característica visual em seus aviões P-40 era uma enorme boca de tubarão pintada), deu a ideia de uma HQ protagonizada por eles, porém dentro da cidade. Imediatamente Luiz Gê estalou a ideia de, ao invés de aviões, serem tubarões ("tubarões voadores") e logo iniciou os esboços. Nos dias que se seguiram, foi-se montando o roteiro da história e acertando os detalhes até finalizá-la.
Quando Arrigo Barnabé foi ao seu ateliê para tratar sobre o disco novo, viu a HQ dos tubarões e ficou impressionado, de modo que quis mudar o nome do disco para Tubarões Voadores, concretizando o que já era um antigo projeto de ambos, fazer uma HQ com trilha sonora.
Em Tubarões Voadores, Luiz Gê sintetizou todo o medo e paranoia da classe média, que se tranca dentro de seus apartamentos e carros blindados se isolando dos demais habitantes por não se sentirem seguros. Onde um passo em falso, uma janela aberta na hora errada, pode resultar em uma absurda tragédia. A HQ começa em tom de humor, evoluindo para o puro terror, onde a violência é mostrada sem glamour ou justificativa; entre cada ataque dos tubarões são mostradas cenas de violência urbana cotidianas de qualquer cidade: acidentes, mutilações, crimes, atropelamentos e suicídios. Tudo isso se encerra com a cena final de um corpo sendo dilacerado por vários tubarões sob a legenda: "Pois no coração do prudente descansa a sabedoria."
Além da faixa-título, o disco apresenta outras experimentações fantásticas com dodecafonismo, música modular e demonstra a graficidade do som em outras músicas e outros personagens ("Neide Manicure Pedicure", "Kid Supérfluo, Consumidor Implacável" e "Papai Não Gostou").

## Faixas
| Faixa | Título                                 | Duração | Letra                                                                   | Composição                                                                             | Músicos | Part. especial | Obs.                                                                                  |
| ----- | -------------------------------------- | ------- | ----------------------------------------------------------------------- | -------------------------------------------------------------------------------------- | --- | --- | ------------------------------------------------------------------------------------- |
| 1     | "Tubarões Voadores"                    | (2'30") | Luiz Gê                                                                 | Arrigo Barnabé                                                                         | Vânia Bastos (vocal), Arrigo Barnabé (vocal, vocoder, teclados e piano acústico), Duda Neves (bateria), Dino Vicente (planejamento de gravação) - Equipamento usado: Drumulator, JX-3P, Sequencer SCI Pro One, Moog System 15 (programado por Dino Vicente) e Yamaha DX7 (programado por Bozzo Barreti) | Luiz Gê (gritos de dor) | Gravada no Nosso Estúdio.                                                             |
| 2     | "Crotalus Terrificus"                  | (5'20") | Paulinho da Viola                                                       | Arrigo Barnabé                                                                         | Vânia Bastos (vocal), Arrigo Barnabé (piano e coro), Otávio Fialho (baixo), Duda Neves (bateria e guizo de cascavel), Tonho Penhasco (guitarra), Paulo Barnabé (percussão e coro), Bozzo Barretti (piano Yamaha CP 80)                                                                                  | Arlindo Bonadio e Bill (trombone), Capitão, Botinão e Gil (trumpete), Capitão (solo de trumpete), Gil (improviso de flugelhorn), João Cruz (vocal "Crotalus Terrificus") |                                                                                       |
| 3     | "Mística"                              | (3'49") | Roberto Riberti                                                         | Arrigo Barnabé                                                                         | Vânia Bastos (vocal) | Gil Reyes (arranjo), Gilmar Jardim (regência), Alwin Oeslner e Michel Verebes (viola), German Wajnrot, Antonio Ferrer, Audino Aparicio, Caetano Finelli, Elias Slon, Jorge Izquierdo, Jorge Salim Fº e Loriano Rabarchi (violinos), Gabriel Bahlis (baixo), Paulo Taccetti, Zygmunt Kubala (cello), Michel Alpert, Daniel Havens (trompa), Toninho Carrasqueira (flauta), Salvador Mazano (oboé), Sergio Burgani (clarineta), Terão (piano acústico) | Piano gravado no Nosso Estúdio.                                                       |
| 4     | "Neide Manicure Pedicure"              | (5'30") | Paulo Barnabé (Mitchell Parish, música incidental "Moonlight Serenade") | Arrigo Barnabé e Bozzo Barretti (Glenn Miller, música incidental "Moonlight Serenade") | Vânia Bastos (vocal), Arrigo Barnabé (vocal, coro e Yamaha DX7), Duda Neves (bateria), Bozzo Barretti (piano Yamaha CP 80, Yamaha DX7 e coro), Otávio Fialho (baixo), Tonho Penhasco (guitarra e coro), Paulo Barnabé (narração radiofônica e coro)                                                     | Passoca (coro), Teodor Papageorviov (sonoplastica de carros) | A canção contém um trecho de "Moonlight Serenade", de Mitchell Parish e Glenn Miller. |
| 5     | "Canção do Astronauta Perdido"         | (4'24") | Arrigo Barnabé                                                          | Arrigo Barnabé                                                                         | Vânia Bastos (vocal), Arrigo Barnabé (voz e vocoder) | Lelo Nazário (Yamaha DX7, Prophet V, prato chinês), Toninho Carrasqueira (flauta em sol, dó e piccolo), Teco Cardoso (saxofone alto/soprano/barítono), Felix Wagner (vibrafone, clarineta), Edgard Poças (programação do DX7), Luiz Lopes (programação do Prophet V) |                                                                                       |
| 6     | "Kid Supérfluo, Consumidor Implacável" | (2'51") | Ricardo Porto                                                           | Arrigo Barnabé                                                                         | Arrigo Barnabé (vocal, piano Yamaha CP 80, Yamaha DX7, coro), Otávio Fialho (LinnDrum e baixo), Duda Neves (bateria), Bozzo Barretti (Yamaha DX7 e coro), Tonho Penhasco (guitarra e coro), Vânia Bastos (coro), Bozzo Barretti e Edgar Poças (programação do Yamaha DX7)                               | Otávio Fialho (arranjo), Rita Lee (vocal), Lúcia Turnbull, Itamar Assumpção, Gigante, Passoca (coro) |                                                                                       |
| 7     | "Papai Não Gostou"                     | (6'49") | Arrigo Barnabé                                                          | Bozzo Barretti                                                                         | Vânia Bastos (voz), Arrigo Barnabé (voz, voz infantil e coro), Bozzo Barretti (piano Yamaha CP 80, Yamaha DX7, Sequencer SC1 Pro One, Prophet V, voz e coro), Otávio Fialho (baixo e baixo fretless), Duda Neves (bateria), Paulo Barnabé (LinnDrum, percussão e coro)                                  | Dino de Lucca (programação do Sequencer SC1 Pro One), Luiz Lopes (programação do Prophet V) |                                                                                       |
| 8     | "Lenda"                                | (3'42") | Roberto Riberti                                                         | Arrigo Barnabé, Hermelino Neder e Eduardo Gudin                                        | Vânia Bastos (vocal), Arrigo Barnabé (vocal) | Claudio Leal Ferreira (arranjo, regência e piano), German Wajnrot, Antonio Ferrer, Audino Aparicio, Caetano Finelli, Elias Slon, Alwin Oeslner, Jorge Izquierdo, Jorge Salim Fº e Loriano Rabarchi (violinos), Gabriel Bahlis (baixo), Michel Verebes (viola), Paulo Taccetti, Zygmunt Kubala (cello), Daniel Havens, Michel Alpert (trompa), Toninho Carrasqueira (flauta), Salvador Mazano (oboé)                                                  | Piano gravado no Nosso Estúdio.                                                       |
| 9     | "A Europa Curvou-se Ante o Brasil"     | (2'40") | Carlos Rennó                                                            | Arrigo Barnabé e Bozzo Barretti                                                        | Vânia Bastos (vocal e coro), Arrigo Barnabé (voz da introdução), Otávio Fialho (baixo), Tonho Penhasco (guitarra), Duda Neves (bateria e tamborim), Paulo Barnabé (tamborim), Bozzo Barretti (tamborim e coro)                                                                                          | Paulinho da Viola (vocal), Batata (tamborim), Osvaldinho da Cuíca (surdo, apito, agogô, pandeiro, cuíca, tamborim), Eduardo Gudin (violão), Toninho Carrasqueira (flauta), Elza Maria, Eliete Negreiros, Passoca (coro) |                                                                                       |
| 10    | "Mirante"                              | (2'22") | Carlos Rennó                                                            | Arrigo Barnabé                                                                         | Vânia Bastos (vocal), Bozzo Barretti (Sequencer SC1 Pro One, Prophet V) | Bozzo Barretti (arranjo), Jamil Maluf (regência), Cromacio Silva, Mario Rocha, Michel Alpert (trompa), Donizeti Fonseca, Gilberto Gianelli, Wagner Polisthuk (trombone), Drauzio Chagas "Boi" (tuba), Edgar Santos "Capitão", Odesio Silva, Settimo Paioletti (trompete), Dino de Lucca (programação do Sequencer SC1 Pro One), Luiz Lopes (programação do Prophet V)                                                                                |                                                                                       |